# Wachdienst Norwegen
Wachdienst Norwegen – ochotnicza formacja zbrojna o charakterze pomocniczym złożona z Norwegów podczas II wojny światowej.
Została utworzona w 1942 r. Wchodziła organizacyjnie w skład Wehrmachtu. Nie była formacją liniową, lecz stanowiła rodzaj formacji obrony terytorialnej, składającej się ze starszych Norwegów w wieku pozapoborowym. Pełniła służbę wyłącznie na obszarze okupowanej Norwegii, m.in. do jej zadań należała ochrona różnego rodzaju instalacji militarnych. Faktycznie jej walory bojowe były znikome. Wśród ludności norweskiej cieszyła się złą sławą.